# Leopoldo Andrea Guadagni
Leopoldo Andrea Guadagni  (Florence, 21 novembre 1705 - Pise, 6 mars 1785) est un jurisconsulte italien.

## Biographie
Leopoldo Andrea Guadagni naquit en 1705, à Florence, d’une famille originaire d’Arezzo. Après avoir fait ses premières études avec beaucoup de succès, il fréquenta les cours de l’université de Pise, et y obtint en 1731 une chaire de droit. Il la remplit avec une grande distinction, partagea sa vie entre l’étude de la jurisprudence et celle des antiquités, et mourut le 6 mars 1785, dans un âge très-avancé.

## Œuvres
Leopoldo Andrea Guadagni a publié un Commentaire sur le premier et sur une partie du second livre des Institutes de Justinien, et un recueil sous ce titre : Exercitationes in jus civile, quibus pleraque juris naturæ et gentium principia et alia ejusmodi illustrantur, Pise, 1766, 3 vol. in-4°. Dans le nombre de ses opuscules, qui ont paru séparément, on se contentera de citer :
- Delle leggi censorie, Florence, 1731, in-4° ;
- De Florentino Pandectarum exemplari an sit imperat. Iustiniani archetypum et an ex eo cæteri, qui supersunt, Pandectarum libri manaverint dissertatio, Rome, 1752, in-8° ; Iéna, 1755, in-8°. C’est une Dissertation sur le fameux manuscrit des Pandectes florentines, insérée dans les Symbolæ litterariæ de Gori ;
- De periculis ex copia subsidiorum in lilterarum studio cavendis, Pise, 1755, in-8°. C’est une déclamation contre l’excessive multiplicité des livres.
- Ad Graeca Pandectarum dissertationes, Pise, 1786, in-4°.

## Sources
- « Guadagni (Léopold-André) », dans Louis-Gabriel Michaud, Biographie universelle ancienne et moderne : histoire par ordre alphabétique de la vie publique et privée de tous les hommes avec la collaboration de plus de 300 savants et littérateurs français ou étrangers, 2e édition, 1843-1865 [détail de l’édition]